# Juan Mates
Juan Mates (anche Joan) (Vilafranca del Penedès, ... – Barcellona, 1431) è stato un pittore spagnolo, attivo a Barcellona dal 1391 al 1431.

## Biografia

Retablo di San Martino e di Sant'Ambrogio, Cattedrale di Barcellona

L'identificazione, grazie ad un documento, di un polittico dipinto tra il 1411 e il 1415 per la cattedrale di Barcellona, il Retablo di San Martino e di Sant'Ambrogio, ha consentito di attribuirgli per via stilistica un gruppo di dipinti, alcuni dei quali erano stati per breve tempo raccolti sotto il nome del Maestro di Penafel. Mates appare la personalità più affascinante della scuola catalana ai tempi del predominio di Lluís Borrassà, di cui peraltro non ha né il vigore né la forza inventiva.
Tra le sue opere si ricordano il Retablo di San Giacomo di Vallesponosa della Cattedrale di Tarragona, la Deposizione nel sepolcro, ora al Museu nacional d'art de Catalunya di Barcellona, il Retablo di San Sebastiano del 1417, conservato a Barcellona nella sede di fondazioni pie, e il Retablo dei due San Giovanni, il cui scomparto centrale si trova a Madrid nella collezione Thyssen, mentre i pannelli laterali sono al Museo Goya di Castres e alla collezione J. Carreras Candi di Barcellona.
Il gusto per l'arabesco e l'eleganza decorativa e una sensibilità talvolta non priva di umorismo apparentano Mates a taluni valenzani e al Maestro di Roussilion. Un retablo di mano del pittore alla Pinacoteca nazionale di Cagliari dimostra che la sua fama superò i confini della Catalogna.